# Helge Mauritz
Helge Mauritz, egentligen Helge Mauritz Jonson, född 18 december 1903 i Göteborg, död 27 maj 1991 i Karl Johans församling i Göteborg, var en svensk skådespelare och sångare.
Helge Mauritz kom 1926 till Lilla teatern i Göteborg och därefter till Slottsskogsteatern 1929. Han engagerades 1932 av Ragnar Klange som revyskådespelare vid Folkets hus teater i Stockholm. Han filmdebuterade 1931 i Gustaf Edgrens Skepp ohoj! och han kom att medverka i drygt 60 filmer. År 1947 lämnade han artistlivet och flyttade tillbaka från Stockholm till Göteborg. Helge Jonson arbetade därefter på Motorverken fram till pensioneringen.
Han är begravd på Billdals kyrkogård i Göteborg.

## Filmografi i urval
- 1931 – Skepp ohoj!
- 1934 – Synnöve Solbakken
- 1934 – Sången om den eldröda blomman
- 1935 – Kärlek efter noter
- 1935 – Swedenhielms
- 1935 – Valborgsmässoafton
- 1936 – Intermezzo
- 1936 – Johan Ulfstjerna
- 1936 – På Solsidan
- 1936 – Släkten är värst
- 1937 – Ryska snuvan
- 1937 – En sjöman går iland
- 1937 – John Ericsson - segraren vid Hampton Roads
- 1938 – Kamrater i vapenrocken
- 1939 – Filmen om Emelie Högqvist
- 1939 – Kadettkamrater
- 1939 – Landstormens lilla Lotta
- 1940 – Frestelse
- 1940 – Stål
- 1941 – Gatans serenad
- 1941 – Landstormens lilla argbigga
- 1941 – Tåget går klockan 9
- 1941 – Tänk, om jag gifter mig med prästen
- 1942 – Doktor Glas
- 1942 – Gula kliniken
- 1942 – Rid i natt!
- 1943 – Aktören
- 1943 – Det brinner en eld
- 1943 – En vår i vapen
- 1943 – Natt i hamn
- 1943 – Professor Poppes prilliga prillerier
- 1944 – Den heliga lögnen
- 1944 – Den osynliga muren
- 1944 – Fattiga riddare
- 1944 – Kejsarn av Portugallien
- 1944 – Vändkorset
- 1945 – 13 stolar
- 1945 – Brott och Straff
- 1946 – Ballongen
- 1946 – Bröllopet på Solö
- 1946 – När ängarna blommar
- 1947 – Bruden kom genom taket
- 1947 – Stackars lilla Sven

## Teater

### Roller
| År   | Roll | Produktion                     | Regi                         | Teater |
| ---- | ---- | ------------------------------ | ---------------------------- | ------ |
| 1942 |      | Kvinnan väntar Artur Lundkvist | Anna Norrie Sandro Malmquist | Folkan |